# Aker
Aker (3kr) az ókori egyiptomi vallás egyik istene. Ő nyitja meg a Föld kapuját, hogy a fáraó lemehessen az Alvilágba, és védi a fáraót a kígyóktól és démonoktól. Az Aker könyveként is ismert A föld könyvében, ami VI. Ramszesz sírjának falán és XXI. dinasztiabeli papiruszokon maradt fenn, ő ejti rabul a darabokra vágott Apóphiszt.
Többes számban az akeru bizonytalan eredetű földistenségekre utal, a Piramisszövegekben említik őket.

## Ikonográfiája
Korai ábrázolásokon földcsík, két végén emberfejjel, amik az Alvilág ki- és bejáratát jelképezik. Később két, egymásnak háttal álló oroszlán vagy szfinx formájában jelenik meg, akik a horizontot jelképezik. Későbbi temetkezési papiruszokon időnként a napistent is ábrázolják, amint a kettős oroszlán formájú Aker hátán utazik.

## Kultusza
Kozmikus és földrajzi jellegű istenként külön kultusszal nem rendelkezett, annak ellenére, hogy már a korai dinasztikus időkben ismerték. A néphitben védelmező szerepet töltött be, alakja amuletteken is megjelent. Úgy tartották, semlegesíti a mérgeket.